# West Oliver, Bắc Dakota
West Oliver là một lãnh thổ chưa tổ chức thuộc quận Oliver, tiểu bang Bắc Dakota, Hoa Kỳ. Năm 2010, dân số của nơi này là 399 người.